# Pioviggine
La pioviggine è un tipo di precipitazione liquida costituita da goccioline piccolissime di pioggia. Il diametro delle stesse deve essere inferiore a 0,5 mm, altrimenti si parla di pioggia.

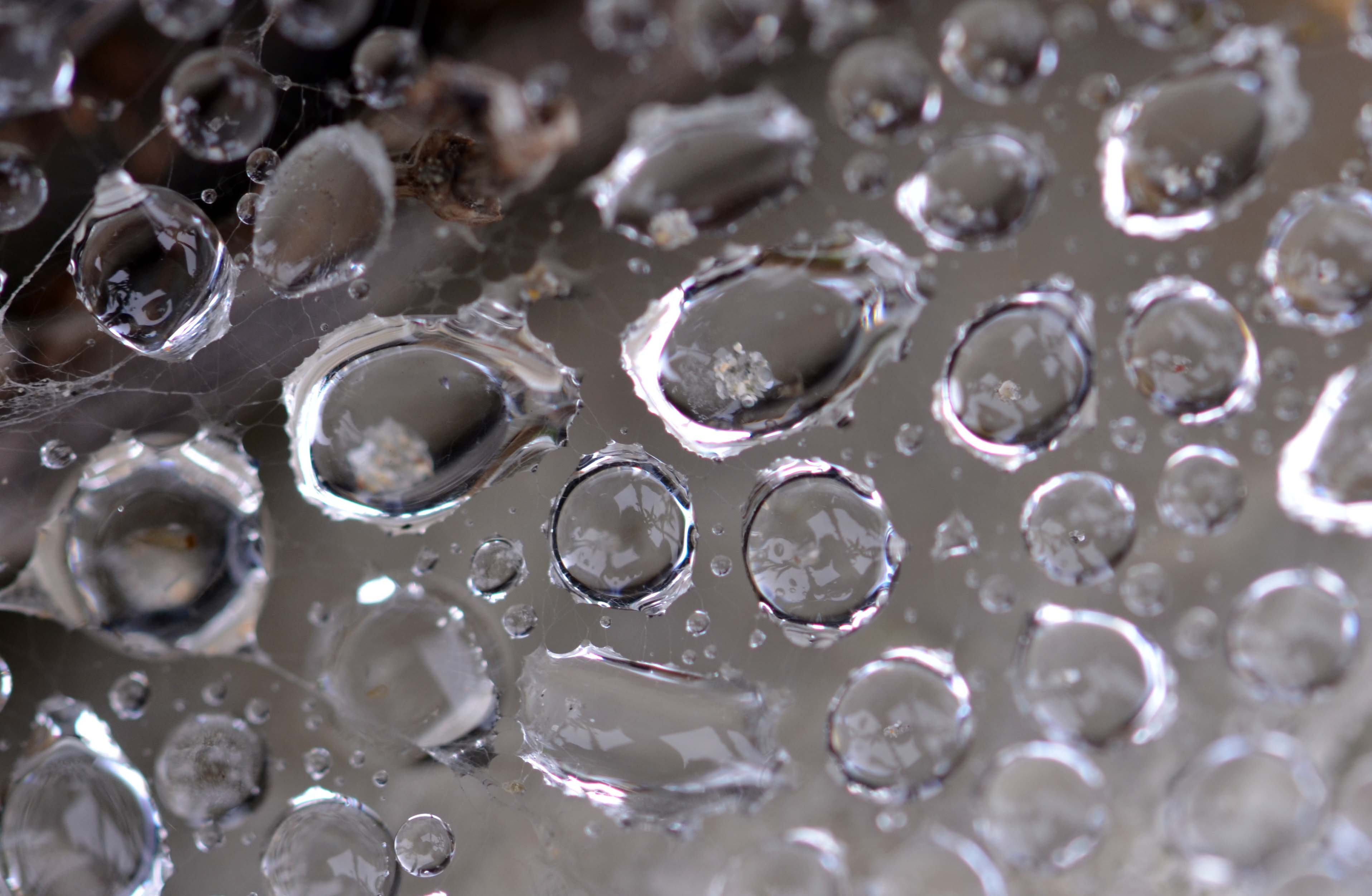
Pioviggine attaccata a una ragnatela

La precipitazione è solitamente molto fitta per cui le goccioline sembrano volteggiare nell'aria, rendendone facilmente osservabile ogni piccolo movimento. Nonostante le dimensioni ridottissime delle goccioline, la precipitazione è spesso costante tanto da poter formare accumuli orari di 1 mm di pioggia. Il codice METAR per la pioviggine è DZ.
Può costituire una fase transitoria della precipitazione piovosa oppure generarsi da una copertura continua di nubi stratiformi che talvolta possono essere tanto basse da trasformarsi rapidamente in nebbia. La corrispondente precipitazione solida si chiama nevischio. La pioviggine cade spesso all'inizio della primavera e in autunno, molto raramente d'estate alle nostre latitudini. In inverno può precedere una debole precipitazione nevosa, da cui il nome completamente scorretto di "nevischio" che talvolta può venir dato alla pioviggine.